# Třída Duncan
Třída Duncan byla třída predreadnoughtů Royal Navy. Celkem bylo postaveni šest jednotek této třídy. Ve službě byly v letech 1903–1917. Jedna ve službě ztroskotala. Ostatní byly zasazeny za první světové války, přičemž dvě byly potopeny. Zbývající tři byly na počátku 20. let 20. století sešrotovány.

## Stavba
Plavidla měla oproti starší třídě London o tisíc tun menší výtlak, zeslabené pancéřování a silnější pohonný systém, čímž bylo dosaženo o jeden uzel vyšší rychlosti. Celkem bylo v letech 1899–1904 postaveno šest jednotek této třídy.
Jednotky třídy Duncan:
| Jméno      | Loděnice                     | Založení kýlu      | Spuštěna          | Vstup do služby | Poznámka                                                                                |
| ---------- | ---------------------------- | ------------------ | ----------------- | --------------- | --------------------------------------------------------------------------------------- |
| Albemarle  | Chatham dockyard             | 8. ledna 1900      | 5. března 1901    | listopad 1903   | Vyřazena 1916. Sešrotována 1919.                                                        |
| Cornwallis | Thames Iron Works, Blackwall | 19. července 1899  | 13. července 1901 | únor 1904       | Dne 9. ledna 1917 poblíž Malty potopena německou ponorkou SM U 32.                      |
| Duncan     | Thames Iron Works, Blackwall | 10. července 1899  | 21. března 1901   | říjen 1903      | Vyřazena 1917. Sešrotována 1920.                                                        |
| Exmouth    | Laird, Birkenhead            | 10. srpna 1899     | 31. srpna 1901    | květen 1903     | Vyřazena 1917. Sešrotována 1920.                                                        |
| Montagu    | Devonport dockyard           | 23. listopadu 1899 | 5. března 1901    | říjen 1903      | Dne 30. května 1906 v mlze ztroskotala u ostrova Lundy.                                 |
| Russell    | Palmer, Jarrow               | 11. března 1899    | 19. února 1901    | únor 1903       | Dne 27. dubna 1916 se poblíž Malty potopila na mině položené německou ponorkou SM U 73. |

## Konstrukce

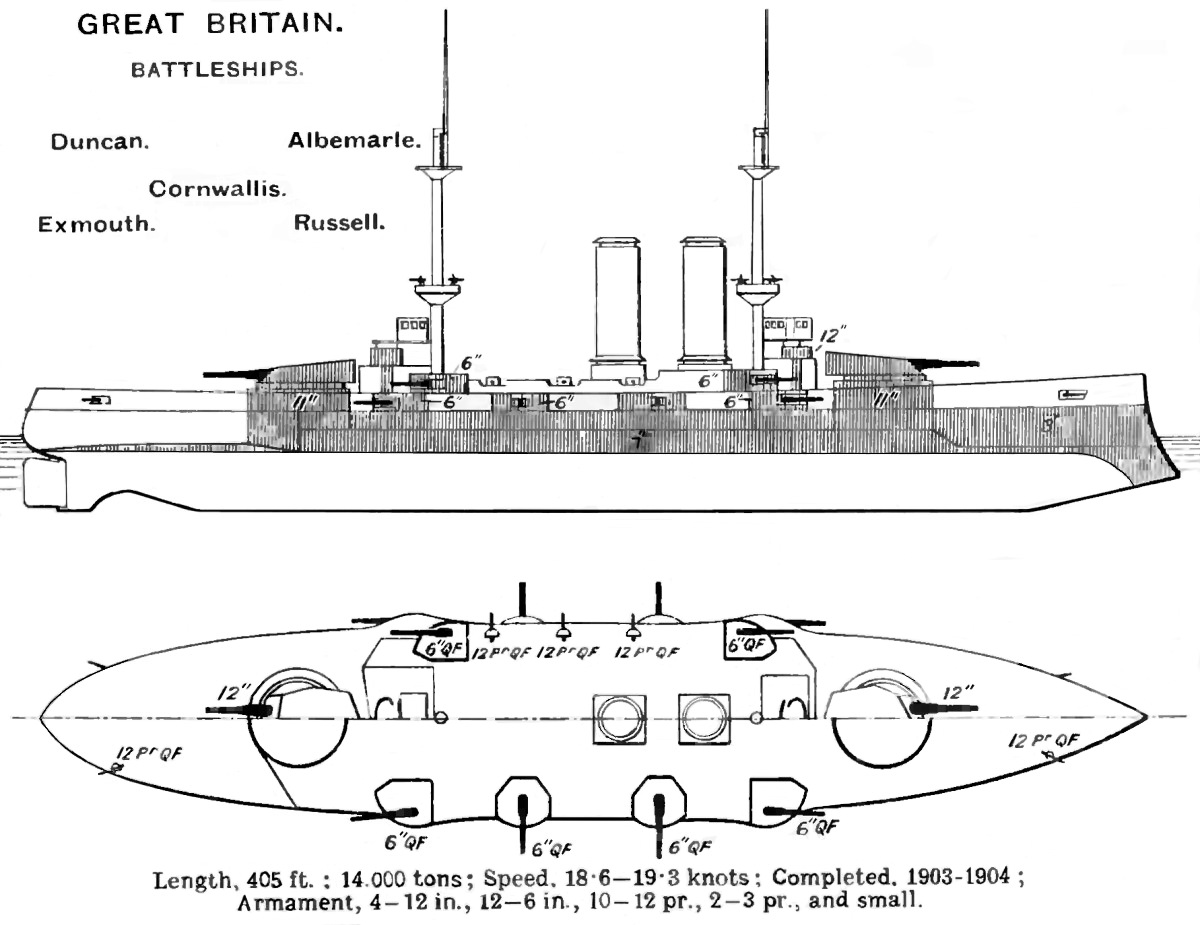
Základní uspořádání třídy Duncan

Hlavní výzbroj tvořily čtyři 305mm kanóny ve dvouhlavňových věžích. Dále lodě nesly dvanáct 152mm kanónů sekundární ráže v kasematech, deset 76mm kanónů na obranu proti torpédovkám, šest 47mm kanónů a čtyři 457mm torpédomety. Pohonný systém tvořilo 24 kotlů Belleville a dva parní stroje o výkonu 18 000 ihp, pohánějící dva lodní šrouby. Nejvyšší rychlost dosahovala 19 uzlů.

## Osudy

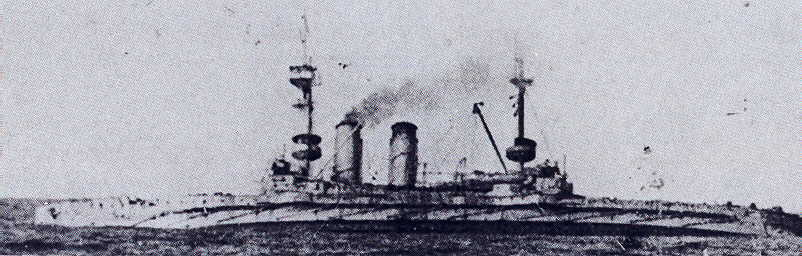
Cornwallis před potopením

Před vypuknutím první světové války plavidla sloužila ve Středomořském loďstvu, Atlantickém loďstvu, Kanálovém loďstvu a v Domácím loďstvu. Bitevní loď Montagu dne 30. května 1906 ztroskotala. Na počátku první světové války tvořily Russell, Exmouth a Albemarle 6. bitevní eskadru, která byla součástí hlídkových sil kontradmirála George A. Ballarda. Russell a Exmouth ostřelovaly 23. listopadu 1914 přístav a nádraží v Zeebrugge. Cornwallis a Exmouth bojovaly v roce 1915 v dardanelské kampani.
Russell a Cornwallis byly ve válce ztraceny. Russell se potopil 27. dubna 1916 u Malty na mině německé ponorky SM U 73. Cornwallis byl potopen 19. ledna 1917 poblíž Malty dvěma torpédy německé ponorky SM U 32. Zbylé tři lodě byly v roce 1917 převedeny do rezervy a v letech 1919–1920 sešrotovány.